# Vrouwenhuisstraat
De Vrouwenhuisstraat is een straat in de oude stadskern van de Nederlandse plaats Montfoort die De Plaats verbindt met de Heeswijkerpoort. Oorspronkelijk vormde deze straat de enige oostelijke uitvalsweg van de stad.

## Vrouwenhuis
De straat is vernoemd naar het verzorgingstehuis voor oude vrouwen dat zich vroeger in de straat bevond. Dit huis werd in 1590 gesticht en kreeg in 1620 een afzonderlijk gebouw. Het vrouwenhuis kon zes of zeven behoeftige vrouwen opnemen die werden verzorgd door een zogenoemde 'binnenmoeder'. Het gebouw is inmiddels gesloopt.

## Gemeenteschool
Aan de straat stond vroeger ook de gemeenteschool voor openbaar lager onderwijs. Deze is inmiddels niet meer in gebruik en is omgebouwd tot aparte wooneenheden met behoud van de oorspronkelijke kenmerken.
Achterstraat ·
Blindeweg ·
Bovenkerkweg ·
De Plaats ·
Doeldijk ·
Havenstraat ·
Heeswijkerpoort ·
Heilig Levenstraat ·
Hofdijk ·
Hofstraat ·
Hoogstraat ·
Julianalaan ·
Keizerstraat ·
Lieve Vrouwegracht ·
Lindeboomsweg ·
Mannenhuisstraat ·
Mastwijkerdijk ·
Molenstraat ·
Om 't Hof · 
Om 't Wedde · 
Onder de Boompjes ·
Oude Boomgaard ·
Schoolstraat  ·
Slotlaan ·
Vrouwenhuisstraat ·
Waardsedijk ·
Waterpoort ·
Willeskopperpoort ·
IJsselplein ·
IJsselkade ·
IJsselveld